# Paduaner
Paduaner er en hønserace, der stammer fra Europa.
Hanen vejer 2,5 kg og hønen vejer 2 kg. De lægger hvide æg à 48-55 gram. Racen findes også i dværgform.

## Farvevariationer
- Sort
- Sølv sortsømmet
- Guld sortsømmet
- Gul hvidsømmet(Chamois)

## Galleri
- Wikimedia Commons har flere filer relateret til Paduaner